# Stanisławice (Kraków)
Stanisławice – dawna wieś podkrakowska, zlokalizowana w dolinie Potoku Kościelnickiego, około 18 km na wschód od centrum Krakowa. Od roku 1951 włączona w granice Krakowa, obecnie wchodzi w skład Dzielnicy XVIII Nowa Huta.

## Historia
Wieś zmiankowana pierwszy raz w 1389 roku, podlegała była parafii w Górce Kościelnickiej i była własnością rodziny Straszów.
Pierwotnie miała układ ulicowy, który to jednak nie zachował się.
W XV wieku w Stanisławicach znajdował się młyn i karczma.
W 1489 roku A. Białaczowski sprzedał Stanisławice wraz z całym kluczem kościelnickim Krzesławowi z Korozwęk. Przez kolejne wieki Stanisławice dzieliły historię klucza, który był niepodzielnym organizmem gospodarczym.
Pod koniec XVIII wieku wieś liczyła 30 domów i 250 mieszkańców.
Na przełomie XIX i XX wieku została przyłączona do wsi Kościelniki.
W roku 1951 Stanisławice zostały włączone w granice Krakowa (Nowej Huty), obecnie wchodzą w skład Dzielnicy XVIII Nowa Huta. 